# St. Pantaleon (Satzvey)

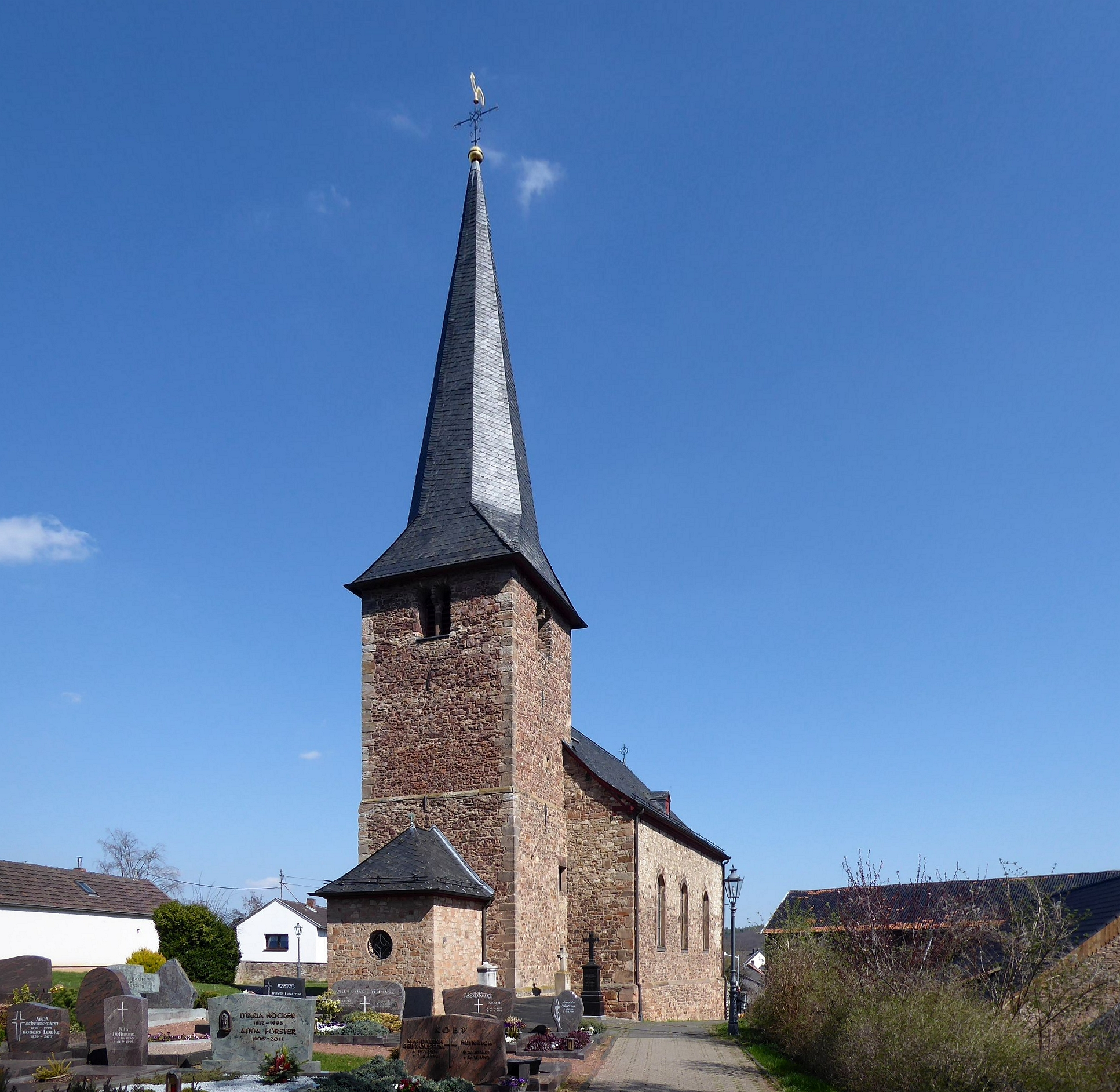
St. Pantaleon, Blick zum romanischen Turm

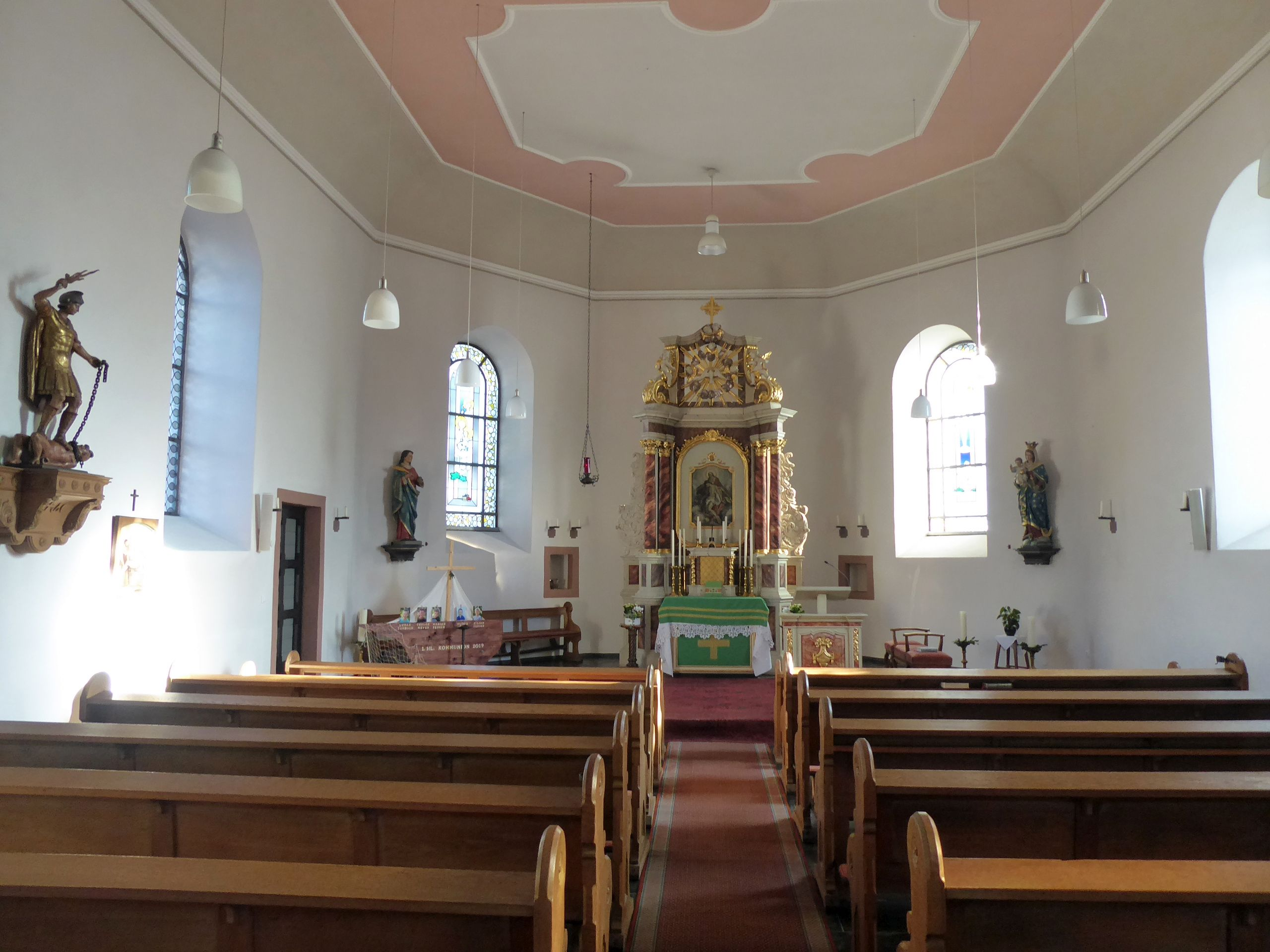
Inneres Richtung Chor, links die Statue des heiligen Panthaleon

St. Pantaleon ist eine römisch-katholische Pfarrkirche in Satzvey, einem Ortsteil von Mechernich im Kreis Euskirchen in Nordrhein-Westfalen. Sie gehört zum katholischen Seelsorgebereich Veytal.

## Geschichte
Die dem Patrozinium des heiligen Pantaleon unterstellte Kirche wurde urkundlich 1266 als Besitz des Stiftes Münstereifel zum ersten Mal erwähnt. Die Weihe auf den Heiligen erfolgte erst 1631. Von der ursprünglichen romanischen Kirche ist nur der Westturm erhalten, der aus der ersten Hälfte des 13. Jahrhunderts stammt. Die Kirche befindet sich unmittelbar nördlich der Burg Satzvey, deren Herren am Ende des 18. Jahrhunderts das Patronatsrecht über das Gotteshaus besaßen. Das mittelalterliche Langhaus wurde 1806/07 durch einen schmucklosen dreiseitig geschlossenen Backsteinbau ersetzt. Dabei wurden Bruchsteine aus dem Vorgängerbau und Kalksintersteine aus dem Römerkanal verwendet. 1861 wurde dem Turm ein Vorbau angefügt.

## Literatur

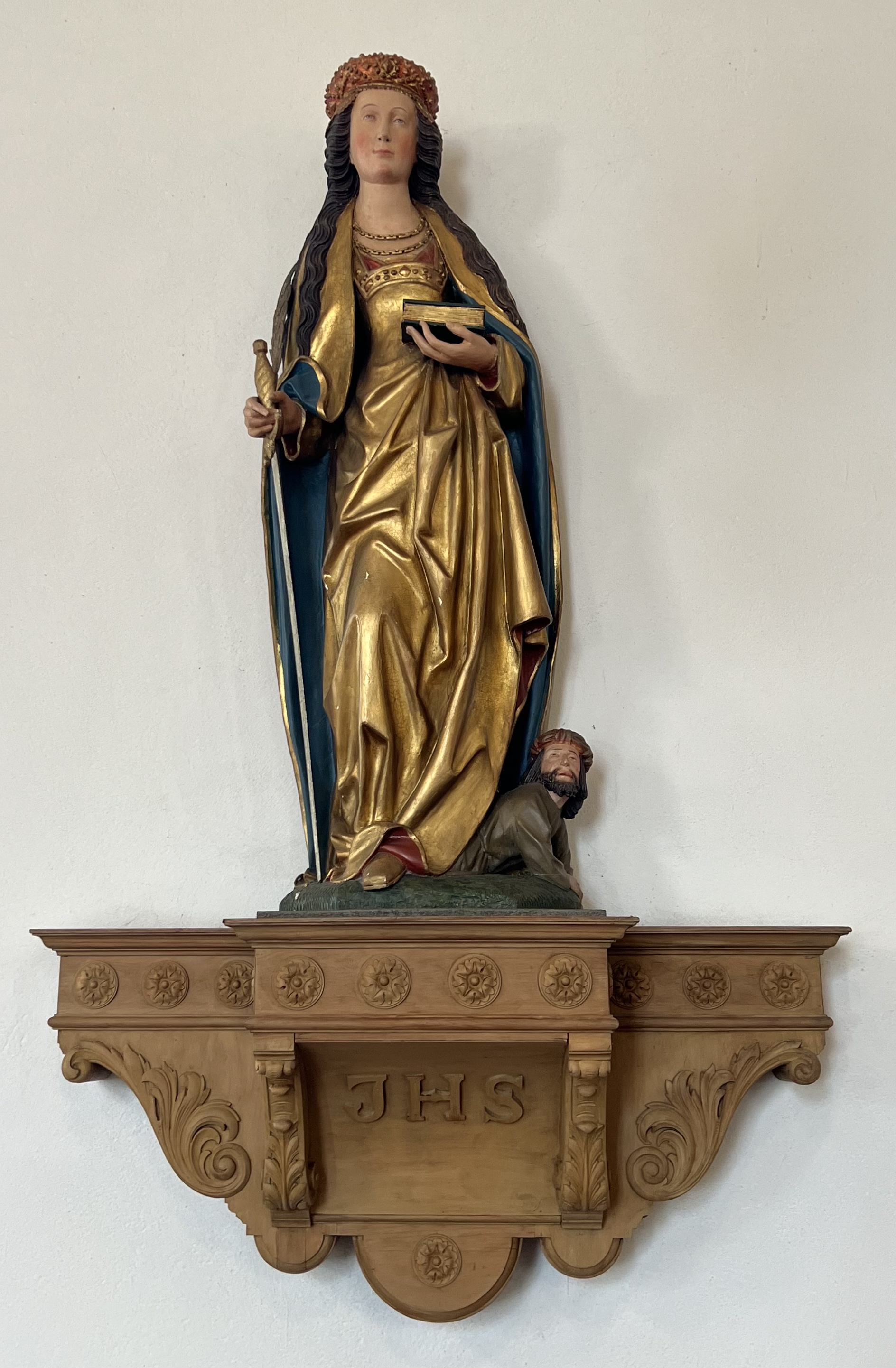
Hl. Sophia im Kirchraum